# Metal Meltdown
Pistes de Painkiller
Leather Rebel
(4) Night Crawler
(6)
Metal Meltdown est le cinquième piste de l'album Painkiller de Judas Priest.
Le chant s'ouvre par un duo de solo entre les guitaristes Glenn Tipton et K. K. Downing qui mène au riff principal de la chanson

## Personnel
- Rob Halford – chant
- Ian Hill – guitare basse
- Scott Travis – batterie
- K. K. Downing – guitare solo
- Glenn Tipton – guitare rythmique
- Dave Holland – batterie